# 久保田光太郎
久保田 光太郎（くぼた こうたろう、1970年12月9日 - ）は、日本の音楽プロデューサー、ソングライター、編曲家、ギタリスト。東京都出身。

## 来歴
日本大学芸術学部音楽学科在籍中にアメリカ・ロサンゼルスの音楽大学へ留学。
1995年に帰国し、バンド「SUPER TRAPP」を結成し活動をスタート。1997年にBMGジャパン（現・アリオラジャパン）からデビュー。2000年にSUPER TRAPPを活動休止。
2003年、再結成した伊藤銀次のバンド「ココナツ・バンク」にギター・コーラスで参加。
2004年、杉浦タカオらと共にBumpin' Buzz Scarabを結成。2012年12月14日、Bumpin' Buzz Scarabを解散。2015年9月、PERIDOTSに加入。2024年より長瀬智也とKode Talkersを結成。
現在はKode Talkers、Peridotsのメンバー、ソングライター、編曲家、音楽プロデューサーとして、アーティストへの楽曲提供等の活動を行うほか、ギタリストとしてレコーディングやライブなどに参加している。
また、エフェクターやアンプの製作やギターのプロデュース、アパレルブランドのFlat Thirteen Tokyoの代表などの活動もしている。

## 主な作品
- エレファントカシマシ
  - 風（プロデュース。ギタリストとしても参加。）

- TOKIO
  - メッセージ（作詞・作曲）
  - DR（作詞・作曲・編曲）
  - Save As...（作詞・作曲・編曲）
  - 5 AHEAD
    - HEY! Mr.SAMPLING MAN（作詞・作曲・編曲）

  - glider
    - HUM A TUNE（作詞・作曲・編曲）
    - 『コンクリート』『ジャパニーズ』『サンデー』（作詞・作曲・編曲）
    - SCREAM（編曲）

  - ACT II
    - WATER LIGHT（作詞・作曲・編曲）
    - Sunset.Sunrise（作詞・作曲・編曲）
- SMAP
  - たてながの自由（編曲）
- misono
  - ガラスのくつ（編曲）
  - 11eleven（編曲）
  - 球魂〜やる気・元気・その木の根っこ〜（編曲）
  - ?cm（編曲）
  - 天秤〜強がりな私×弱がりな君〜（編曲）
  - プレイバック Part 2（編曲）
- Ex.Bold
  - over（作詞・作曲・編曲）
  - Soulのままで（作詞・作曲・編曲）
  - EGO（編曲）
  - actuality（作詞・作曲・編曲）
  - Story（作詞・編曲）
  - プレシャス（作詞・作曲・編曲）
  - アスタラビスタ（作詞・作曲・編曲）
  - Sakuraが咲いた（作詞・作曲・編曲）
  - Toy Piano（作詞・作曲・編曲）
  - 描写（作詞・編曲）
- 安倍麻美
  - 理由（編曲）
  - W・S・S→（編曲）
  - 捨てるのは拾うため　泣くのは笑うために（編曲）
- エスカーゴ
  - 可能性（作曲・編曲）
- 大塚愛
  - ド☆ポジティヴ（編曲）
- 片平里菜
  - あなた（編曲）
- 工藤真由
  - ハートキャッチ☆パラダイス（編曲）
  - ラ♪ラ♪ラ♪スイートプリキュア♪（編曲）
  - ラ♪ラ♪ラ♪スイートプリキュア♪〜∞UNLIMITED∞ ver.〜（編曲）
- SCANDAL
  - SAKURAグッバイ（編曲）
  - TOKYO（編曲）
- 柴咲コウ
  - Trust my feelings（作曲）
- 鈴木朋
  - トロとお休み（作曲）
- スターダストレビュー
  - 電光石火で引き分け主義（ギター・コーラス）
  - Wanderlust（サウンドプロデュース・編曲）
  - 蛍（編曲）
- かりゆし58
  - さよなら
  - 雨のち晴れ
  - オワリはじまり
- キャプテンストライダム
  - BAN BAN BAN
  - LONE STAR
  - 恋するフレミング
- 田村ゆかり
  - Eternity（ギター参加）
  - 心の扉（ギター参加）
  - つぼみのままで（ギター参加）
  - 虹の奇跡（ギター参加）
  - Primary Tale（ギター参加）
  - YOURS EVER（ギター参加）
- チャットモンチー
  - とび魚のバタフライ(アディショナルアレンジ)
- つるの剛士
  - 死ぬまで夢を見る男（編曲）
- 浜崎あゆみ
  - Humming 7/4（編曲）
- ベッキー
  - BOYFRIEND’S ROOKIE（作詞・作曲）
- 堀江由衣
  - YAHHO!!（ギター参加）
- marhy
  - ひまわり娘（サウンドプロデュース・編曲）
- 宮野真守
  - Can't Ever Let You Go（編曲）
- 宮本佳那子
  - キラキラしちゃってMy True Love!（編曲）
- 矢井田瞳
  - IT' A NEW DAY COLORHYTHM（ギター参加）
  - 間違いだらけのダイアリー（編曲）
  - もぎたての憂鬱（サウンドプロデュース、編曲）
  - DON'T CRY（編曲）
  - 地平線と君と僕（編曲）
  - Oasis（編曲）
  - YES or NO（編曲）
  - あまよの月（編曲）
  - GOOD OLD DAYZ（編曲）
- 秦基博 編曲&G
  - 最悪の日々 ALRIGHT
  - 透明だった世界
  - 29番線
  - たまには街に出てみよう
  - メトロ・フィルム
  - 君のいた部屋
  - My Sole, My Soul
  - トラノコ
- DAUGHTER
  - DAUGHTER（サウンドプロデュース）
- SPYAIR
  - 虹（サウンドプロデュース）
- Half-life（プロデュース）
  - 「アオイ」（ミニアルバム『drama』収録）